# Autographa flagellum
Autographa flagellum là một loài bướm đêm trong họ Noctuidae.